# John Savile (2e comte de Mexborough)
John Savile, 2e comte de Mexborough (8 avril 1761 - 3 février 1830), titré vicomte Pollington entre 1766 et 1778, est un pair et un homme politique britannique.

## Biographie
Il est le fils de John Savile (1er comte de Mexborough), et Sarah Delaval.
Il succède à son père au comté en 1778. Cependant, comme il s'agit d'une pairie irlandaise, cela ne lui donne pas droit à un siège à la Chambre des lords britannique (bien que cela lui donne droit à un siège à la chambre des lords irlandaise). En 1808, il est élu à la Chambre des communes pour Lincoln, poste qu'il occupe jusqu'en 1812 .
Lord Mexborough épouse Elizabeth, fille de Henry Stephenson, en 1782. Il meurt en février 1830, à l'âge de 68 ans. Son fils, John, lui succède au comté .